# Memoriał Edwarda Jancarza 2018
Memoriał Edwarda Jancarza 2018 – 15. edycja turnieju żużlowego, który miał na celu uczczenie pamięci Edwarda Jancarza, który zginął tragicznie w 1992 roku, odbyła się 31 maja 2018 roku w Gorzowie Wielkopolskim. Turniej wygrał Bartosz Zmarzlik.

## Wyniki
- Gorzów Wielkopolski, 31 maja 2018[3]
- NCD: Bartosz Zmarzlik – 60,08 w półfinale 2
- Sędzia: Krzysztof Meyze

| Msc. | Zawodnik             | Klub         | Pkt    |             |  |
| ---- | -------------------- | ------------ | ------ | ----------- |  |
| 1    | Bartosz Zmarzlik     | Gorzów Wlkp. | 10+3+3 | (1,1,2,3,3) |  |
| 2    | Patryk Dudek         | Zielona Góra | 8+2+2  | (w,2,1,3,2) |  |
| 3    | Szymon Woźniak       | Gorzów Wlkp. | 9+2+1  | (3,1,1,2,2) |  |
| 4    | Krzysztof Kasprzak   | Gorzów Wlkp. | 14+3+0 | (2,3,3,3,3) |  |
| 5    | Mikkel Michelsen     | Gdańsk       | 9+1    | (1,w,3,3,2) |  |
| 6    | Paweł Przedpełski    | Toruń        | 8+1    | (0,3,2,2,1) |  |
| 7    | Grzegorz Walasek     | Gorzów Wlkp. | 8+0    | (2,2,3,1,d) |  |
| 8    | Adrian Miedziński    | Częstochowa  | 8+wsu  | (1,3,0,2,2) |  |
| 9    | Krzysztof Buczkowski | Grudziądz    | 8      | (1,1,3,2,1) |  |
| 10   | Václav Milík         | Wrocław      | 7      | (3,0,1,0,3) |  |
| 11   | Tomasz Jędrzejak     | Rzeszów      | 7      | (3,3,1,0,0) |  |
| 12   | Rafał Karczmarz      | Gorzów Wlkp. | 6      | (0,2,0,1,3) |  |
| 13   | Dominik Kubera       | Leszno       | 6      | (3,2,0,1,0) |  |
| 14   | Przemysław Pawlicki  | Grudziądz    | 6      | (2,0,2,1,1) |  |
| 15   | Piotr Protasiewicz   | Zielona Góra | 4      | (0,1,2,0,1) |  |
| 16   | Anders Thomsen       | Gdańsk       | 2      | (2,0,0,d,0) |  |
| 17   | Hubert Czerniawski   | Gorzów Wlkp. | 0      | (ns)        |  |
| 18   | Alan Szczotka        | Gorzów Wlkp. | 0      | (ns)        |  |

Bieg po biegu
1. [60,47] Jędrzejak, Kasprzak, Michelsen, Dudek (w)
2. [59,97] Kubera, Thomsen, Zmarzlik, Protasiewicz
3. [59,54] Woźniak, Pawlicki, Buczkowski, Przedpełski
4. [59,81] Milik, Walasek, Miedziński, Karczmarz
5. [60,04] Przedpełski, Dudek, Zmarzlik, Milik
6. [59,15] Kasprzak, Walasek, Protasiewicz, Pawlicki
7. [60,37] Jędrzejak, Karczmarz, Buczkowski, Thomsen
8. [60,22] Miedziński, Kubera, Woźniak, Michelsen (w)
9. [61,07] Buczkowski, Protasiewicz, Dudek, Miedziński
10. [60,12] Kasprzak, Zmarzlik, Woźniak, Karczmarz
11. [60,10] Walasek, Przedpełski, Jędrzejak, Kubera
12. [60,16] Michelsen, Pawlicki, Milik, Thomsen
13. [60,53] Dudek, Woźniak, Walasek, Thomsen (d)
14. [60,72] Kasprzak, Buczkowski, Kubera, Milik
15. [60,34] Zmarzlik, Miedziński, Pawlicki, Jędrzejak
16. [60,94] Michelsen, Przedpełski, Karczmarz, Protasiewicz
17. [59,94] Karczmarz, Dudek, Pawlicki, Kubera
18. [60,32] Kasprzak, Miedziński, Przedpełski, Thomsen
19. [60,25] Milik, Woźniak, Protasiewicz, Jędrzejak
20. [60,91] Zmarzlik, Michelsen, Buczkowski, Walasek (d)

### Półfinały
1. [60,47] Kasprzak, Woźniak, Przedpełski, Walasek
2. [60,08] Zmarzlik, Dudek, Michelsen, Miedziński (w)

### Finał
1. [60,59] Zmarzlik, Dudek, Woźniak, Kasprzak